# Bassa Valle Armea
Bassa Valle Armea este o arie protejată (arie specială de conservare — SAC, sit de importanță comunitară — SCI) din Italia întinsă pe o suprafață de 789 ha, integral pe uscat.

## Localizare
Centrul sitului Bassa Valle Armea este situat la coordonatele 43°52′17″N 7°48′30″E / 43.871389°N 7.808333°E.

## Înființare
Situl Bassa Valle Armea a fost declarat sit de importanță comunitară în iunie 1995 pentru a proteja 28 de specii de animale. Situl a fost protejat și ca arie specială de conservare în aprilie 2017.

## Biodiversitate
Situată în ecoregiunea mediteraneană, aria protejată conține 6 habitate naturale: Păduri de pin mediteraneene cu pini mezogeni endemici, Pajiști uscate seminaturale și facies de acoperire cu tufișuri pe substraturi calcaroase (Festuco-Brometalia) (* situri importante pentru orhidee), Păduri de Castanea sativa, Păduri de Quercus ilex și Quercus rotundifolia, Păduri aluvionare cu Alnus glutinosa și Fraxinus excelsior (Alno-Padion, Alnion incanae, Salicion albae), Păduri de stejar alb estice.
La baza desemnării sitului se află mai multe specii protejate:
- păsări (27): uliu păsărar (Accipiter nisus), fâsă de pădure (Anthus trivialis), caprimulg (Caprimulgus europaeus), sticlete (Carduelis carduelis), corb (Corvus corax), cioară neagră (Corvus corone), cuc (Cuculus canorus), pițigoi albastru (Cyanistes caeruleus), măcăleandru (Erithacus rubecula), cinteză (Fringilla coelebs), sfrâncioc roșiatic (Lanius collurio), privighetoare (Luscinia megarhynchos), codobatură galbenă (Motacilla alba), codobatură de munte (Motacilla cinerea), pițigoi mare (Parus major), viespar (Pernis apivorus), codroș de munte (Phoenicurus ochruros), pitulice de munte (Phylloscopus collybita), brumăriță de pădure (Prunella modularis), Ptyonoprogne rupestris, aușel cu cap galben (Regulus regulus), graur (Sturnus vulgaris), silvie cu cap negru (Sylvia atricapilla), silvie mediteraneană (Sylvia melanocephala), pănțărușul (Troglodytes troglodytes), mierlă (Turdus merula), sturz-cântător (Turdus philomelos)
- mamifere (1): lupul (Canis lupus)

Pe lângă speciile protejate, pe teritoriul sitului au mai fost identificate 6 specii de plante, 3 specii de amfibieni, 5 specii de nevertebrate, 1 specie de reptile.